# Агіосоритиса

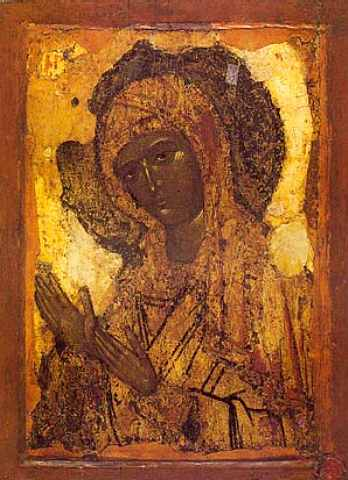
Агіосоритиса. Холокопратійська ікона Божої Матері. Із центрального іконостасу Успенського собору Московського Кремля. Візантія. Кінець XIV століття

Агіосоритиса (грец. ἡ Ἁγιοσορίτισσα, походить від назви каплиці грец. Ἁγία Σορός (Агіа Сорос — святої Раки) при Халкопратійському храмі Богородиці в Константинополі), Святорачиця, Халкопратійська — один із типів зображення Богородиці без Богонемовляти, зазвичай у повороті три чверті з молитовним жестом рук.
Відомий за рядом візантійських джерел не пізніше IX-X століть, набув широкого поширення у візантійському мистецтві XII-XV століть. Іконографічно сходить до деісусної композиції, де Богородиця звертається до Христа з благанням (грец. деісис) за рід людський, звідси ще одне ім'я — Заступниця.
Зображення Божої Матері з деісуса дослідники також відносять до типу Агіосоритису. У грецькій традиції подібні ікони називаються Параклесис (Просителька), найчастіше (особливо у мистецтвознавстві) цей епітет присвоєний зображенням Богородиці, що тримає в руках сувій з текстом Свого моління до Сина.
Один з видів ікон, що представляють Богородицю Параклесіс (Агіосоритису), в руському іконописі отримав назву Боголюбська (на ім'я князя Андрія Боголюбського), якому, за переказами, з'явилася Богоматір зі свитком у правій руці і з лівою рукою, простягненою на молитву Христові. Справжня ікона, що у Володимирі, вважається чудотворною. На таких іконах «відновлюється» деісусна композиція, до частини якої сходить ікона Агіосоритиси: Богородиця представлена стоїть у зріст, у молитовному зверненні до свого сина, що зображується в небесному сегменті у верхньому кутку. До ніг божої матері припадає святий Андрій Боголюбський, а також часто й додатково вибрані персонажі, число та склад яких надзвичайно різний у різних ізводах. На Боголюбській іконі Богородиця зображується в ролі заступниці та посередниці, але присутні й ідеї композицій Оранти та Одигітрії, що вказує шлях припадає.
На Заході кілька особливо шанованих ікон такого типу знаходяться в Римі, потрапивши до Вічного міста зі Сходу різними шляхами і в різний час (Богородиця Едеська, Божа Матір Санлуцька (Арачелі), Богоматір Сан Систо, вівтарний образ церкви Санта-Марія-ін-Віа-Лата ). Всі вони мають візантійське походження і шануються протягом багатьох століть як чудотворні, залучаючи православних і католицьких паломників із різних країн. Незважаючи на те, що дослідники датують ці зображення VIII—XIII століттями, церковні літописи та легенди приписують їхнє авторство євангелісту Луці. У зв'язку з цим подібний тип зображень популярний у Римі під назвою Мадонни Адвокати (лат. Madonna Advocata - Мадонна закликаюча), незважаючи на його східно-християнське коріння - з цих шанованих ікон зроблено досить багато списків, які згодом прикрасили собою головні вівтарі католицьких і православних церков по всій Італії і також прославилися своїми чудотвореннями.

## Галерея

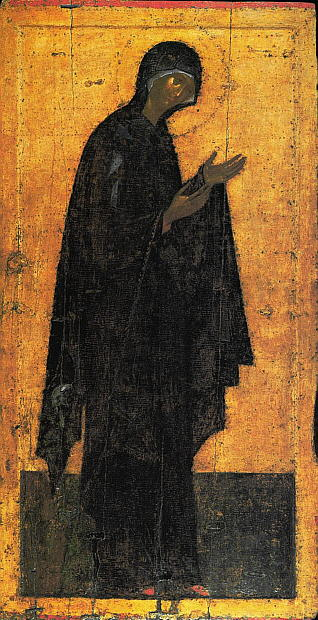
Деісусна ікона Богородиці з іконостасу Благовіщенського собору Московського Кремля. Феофан Грек (?). Кінець XIV - початок XV століття
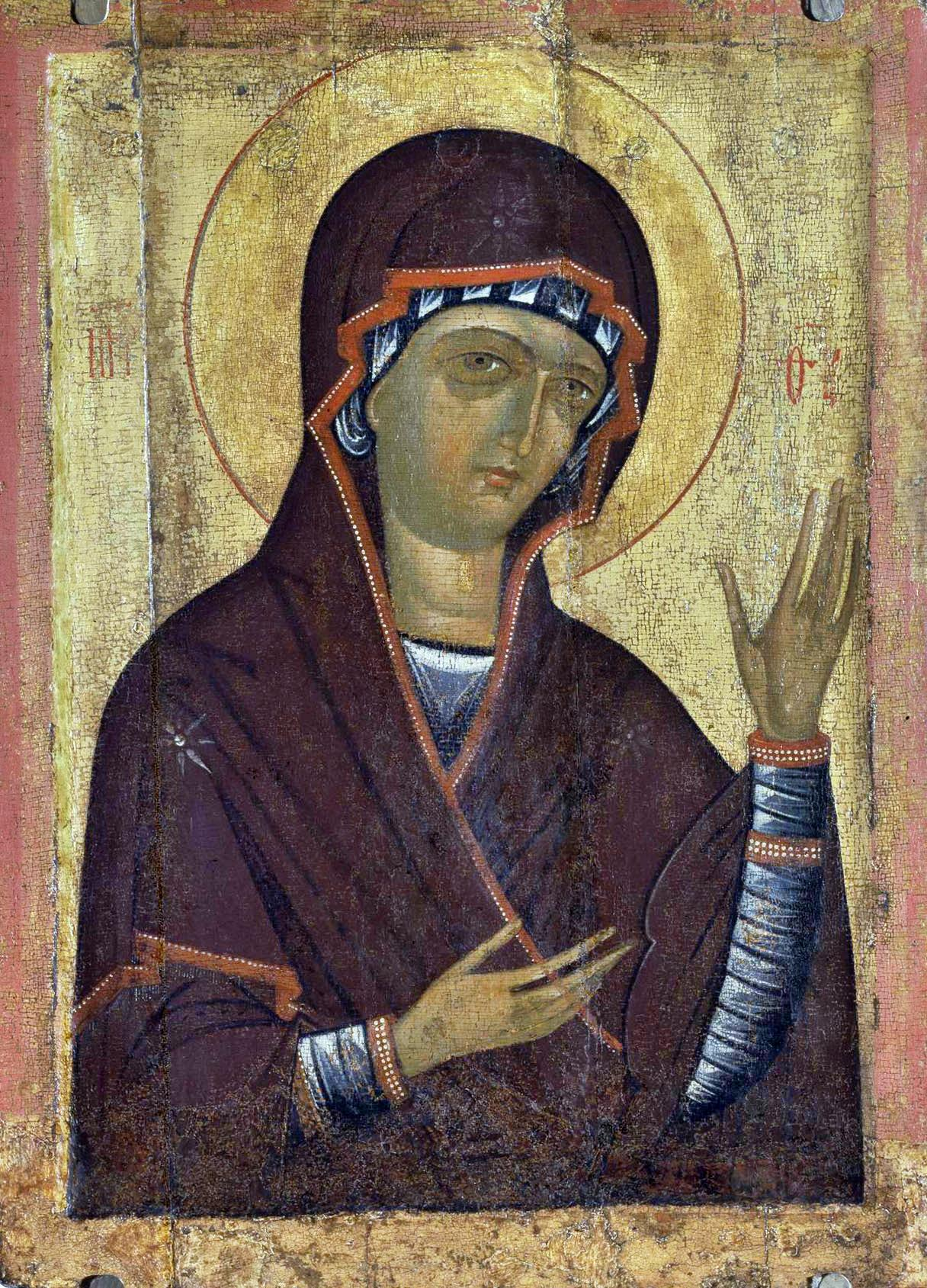
Деісусна ікона Богородиці. Твер. Перша половина XV ст. ЦМіАР, інв. № КП 441
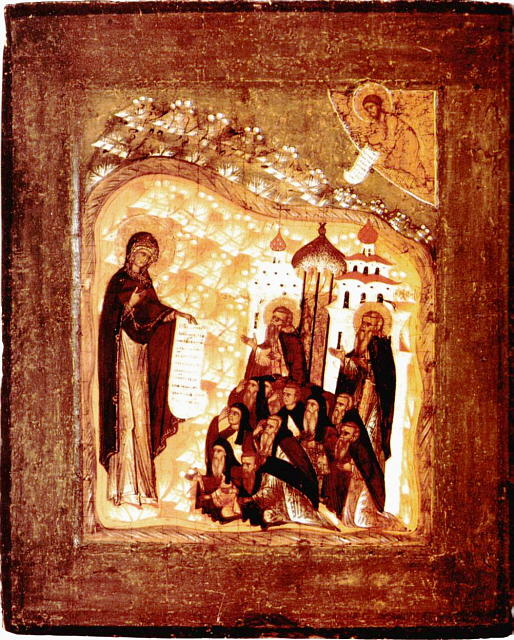
Боголюбська ікона Божої Матері з майбутніми Зосимою та Савватієм Соловецькими. Зі старообрядницької молитовної Волкового цвинтаря. Санкт-Петербург. XVII століття
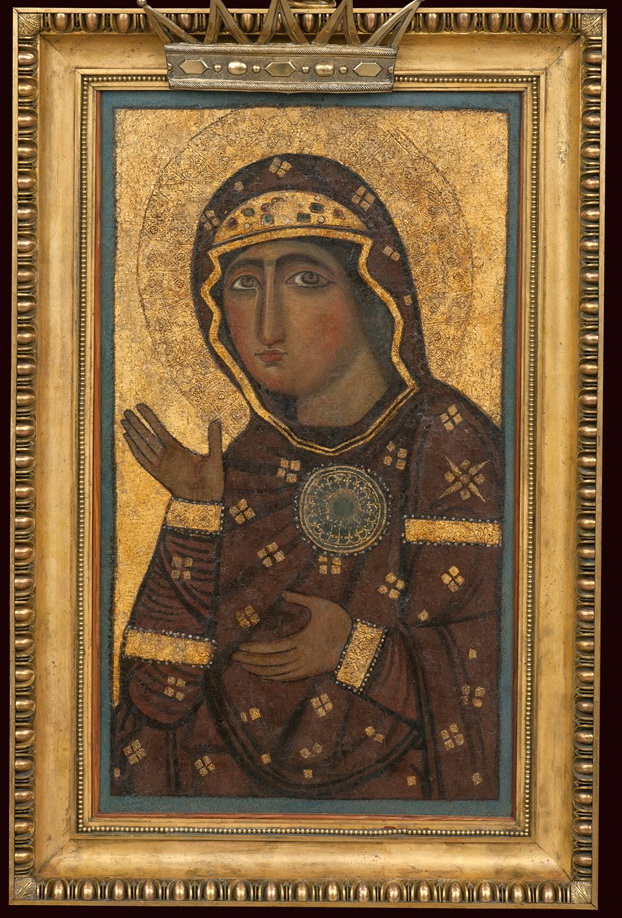
Божа Матір «Едеська» (Мадонна ді Сант-Алессіо) з церкви Святого Олексія в Римі. Візантія, XII століття
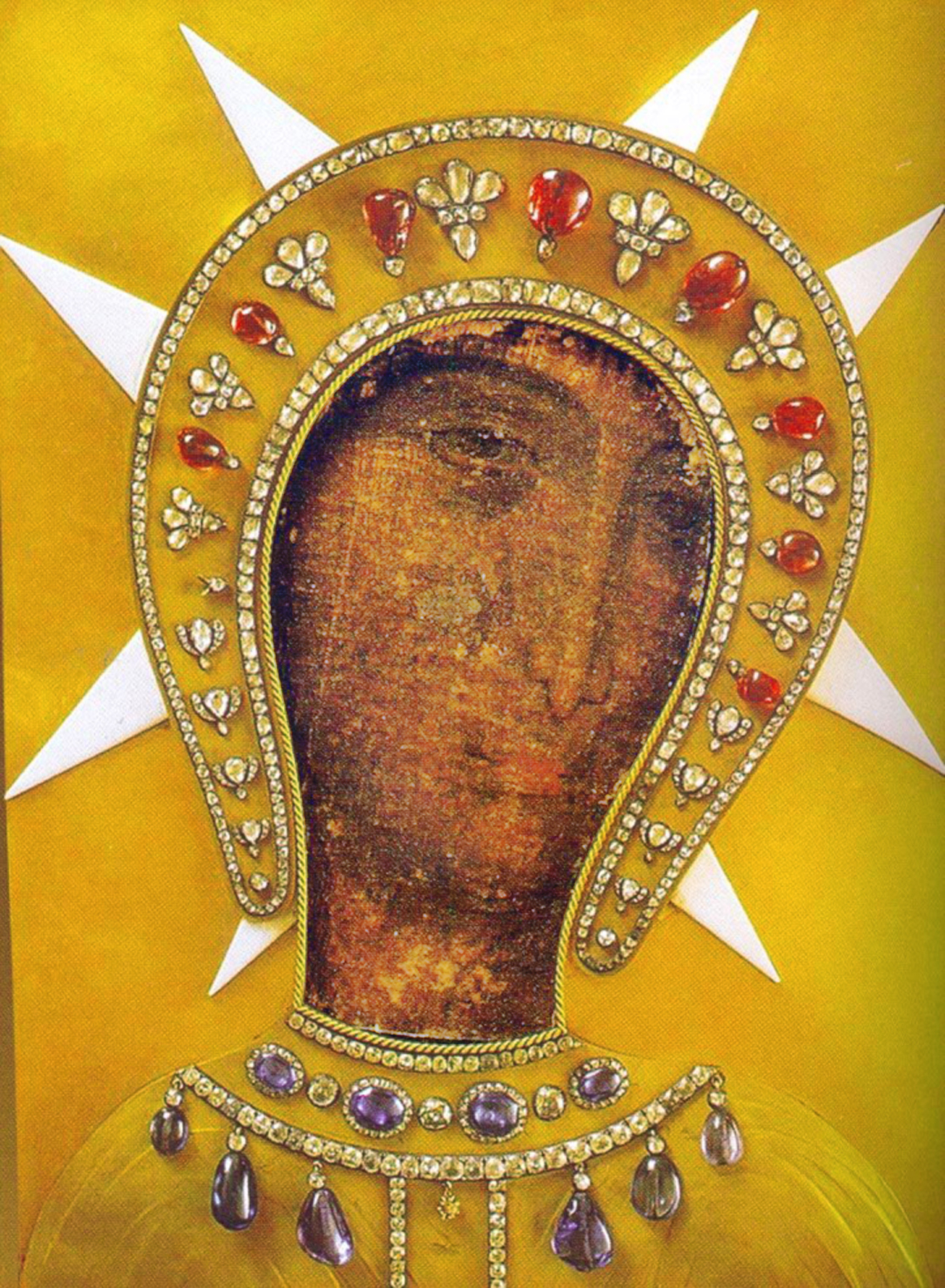
Філермська ікона Божої Матері. 46 рік. Нині у Цетинському монастирі